# Buluh Kasok
Buluh Kasok is een bestuurslaag in het regentschap Sijunjung van de provincie West-Sumatra, Indonesië. Buluh Kasok telt 2137 inwoners (volkstelling 2010).